# Remember Me to Carolina
Remember Me to Carolina ist ein Lied aus dem Soundtrack des Filmdramas Minstrel Man aus dem Jahr 1944. Komponiert wurde der Song von Harry Revel, getextet von Paul Francis Webster. Gesungen wird er im Film von Benny Fields, der den Gesangsstar Dixie Boy Johnson spielt, eine der Hauptrollen im Film. Dixie Boy Johnson hat das Lied seiner bei der Geburt der gemeinsamen Tochter verstorbenen Frau Caroline gewidmet, an die er sich immer wieder mit großer Trauer zurückerinnert.  

## Auszeichnungen/Nominierungen
1945 waren Harry Revel und Paul Francis Webster mit Remember Me to Carolina in der Kategorie „Bester Song“ für einen Oscar nominiert. Die Auszeichnung ging jedoch an Jimmy Van Heusen und Johnny Burke für ihr Lied Swinging on a Star aus dem Filmdrama  Der Weg zum Glück (Going My Way).